# Embotamento afetivo
A redução da demonstração de afeto, mais conhecida como embotamento afetivo ou entorpecimento emocional, é uma condição caraterizada pela diminuição da reatividade emocional em uma pessoa. Manifesta‑se como uma interrupção total ou parcial na expressão de sentimentos verbais ou não verbais, especialmente ao abordar assuntos que normalmente despertariam emoções. Nessa condição, os gestos expressivos são raros e há pouca animação na expressão facial e/ou na inflexão vocal. Além disso, a redução da demonstração de afeto pode ser sintoma decorrente de autismo, esquizofrenia, depressão, transtorno de estresse pós-traumático, transtorno de despersonalização-desrealização, transtorno de personalidade esquizoide ou lesões cerebrais. Também pode ser sintomática de efeitos colaterais de certos medicamentos (por exemplo, antipsicóticos e antidepressivos).
A CID-11 classifica vários tipos de distúrbios afetivos, com foco especial nas variações de redução da demonstração de afeto. Afeto constrito refere-se a uma limitação perceptível no alcance e intensidade das emoções expressas, mas de forma menos pronunciada do que no afeto embotado. O afeto embotado, por sua vez, descreve uma redução mais severa na expressividade emocional, embora não tão extrema quanto o afeto plano, que é caracterizado por uma ausência total ou quase total de qualquer expressão emocional observável.